# エンジン警告灯

MILのアイコン

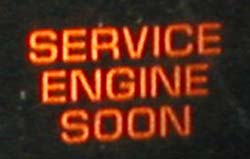
MILの表示例

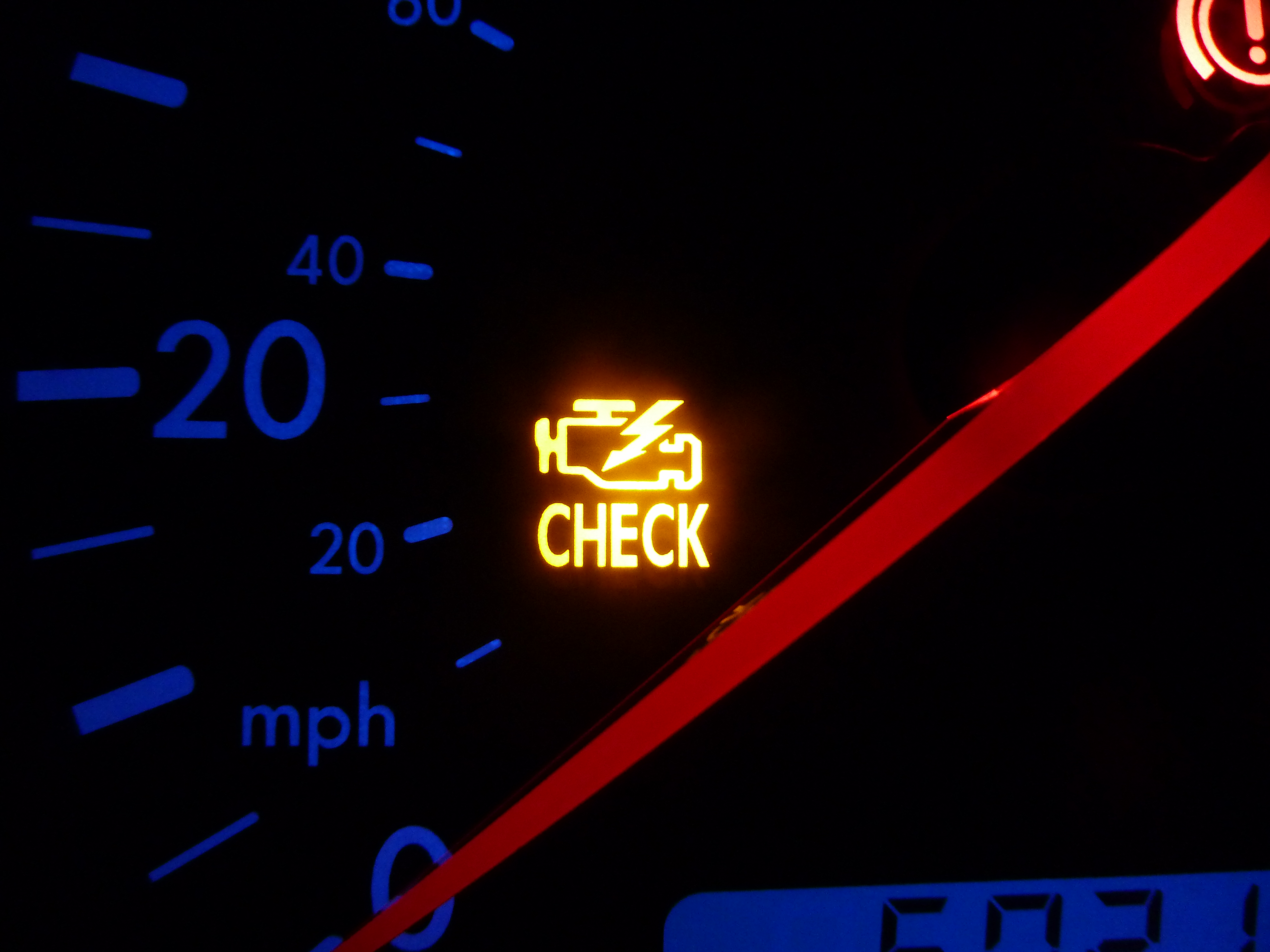
フォルクスワーゲン・ボーラのMIL

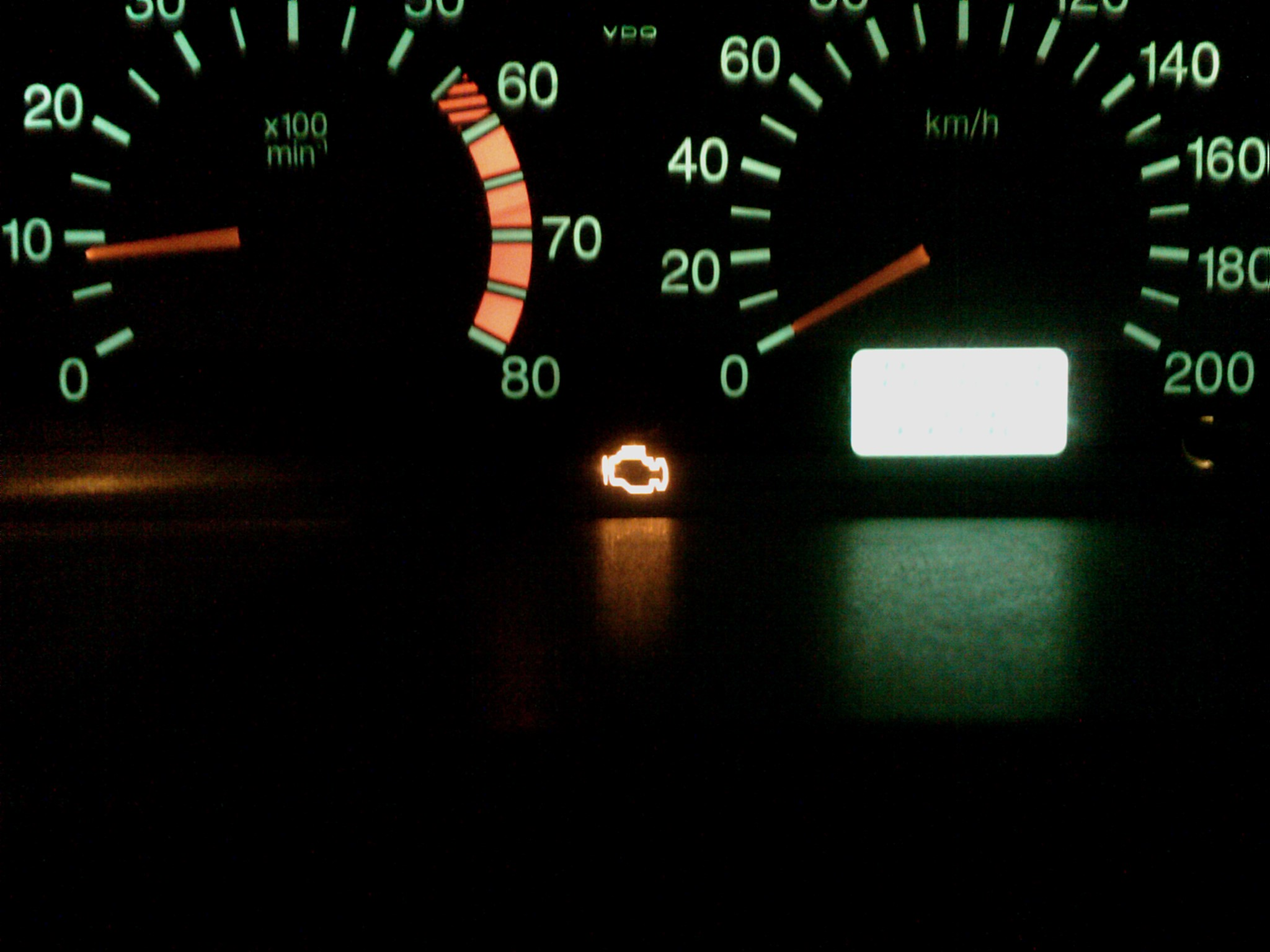
MILの表示例

自動車におけるエンジン警告灯（エンジンけいこくとう、check engine light）またはMIL（malfunction indicator lamp、障害表示灯）とは、コンピュータ化されたエンジン管理システムが障害を示すために使用するテルテール（表示灯）である。

## 概要
ほとんどの自動車のインパネにあり、エンジンを象ったアイコンや、engine、check engine、service engine soon、maintenance required、emiss maintのような文字で表示され、点灯時は黄橙色または赤色になる。
この警告灯は通常（OBD2搭載車の場合）、軽度の障害を示す「点灯」と重度の障害を示す「点滅」の2段階の表示状態がある。MILが点灯または点滅した時、ECUは障害に関する情報（障害コード）を記憶し、スキャンツールを使用することで、それを読み出すことができる。MILが指し示す障害は、ノッキングなどの重大な障害から燃料キャップの緩みなどの軽度なものまで様々である。また、エンジンのない電気自動車においても、同様の障害表示灯が備えられている。
アメリカでは、環境保護庁(EPA)の規定によりMILに特定の機能が要求されている。
エンジン始動時に、MILを含むインパネ上の他の全てのテルテールが点灯し、これらが動作していることを示す。障害がなければ、エンジンが始動するとMILは消灯する。

## 歴史
コンピュータ制御化される以前の自動車にも"trouble"または"engine"と表示されるテルテールは存在したが、これはMILではなく、油圧低下、オーバーヒートなどの故障が発生しそうであることを示すためのものだった。MILが登場すると、1980年代半ばにこれらのテルテールはMILとの混同を防ぐために廃止された。
MILは1980年代前半に、エンジンの制御がコンピュータ化されるのとともに登場した。ゼネラルモーターズのCCC(computer command control)システムなど、初期のエンジン管理システムにも障害の自己診断システムが存在し、障害を検知するとMILを点灯させた。OBD2が規格化されるまでは、ほとんどの自動車で、MILの点滅パターンにより障害の種類を示すことができた。ALDLの2つのピンをジャンプさせると、例えば障害コード12ならば「点灯」「消灯」「点灯」「点灯」というパターンでMILが点滅した。OBD2が導入された後も、ホンダなどの一部のメーカーはこの機能を残している。